# Мизогамија
Мизогамија (грч. μιςογαμία, од грч. μῖσος — мржња и грч. γάμος — брак) је ектремни облик изразито негативног односа према браку, који се испољава првенствено у виду мржње према самој установи брака, док у ширем смислу обухвата и мржњу према другим сличним облицима трајих животних заједница. Током историје, мизогамија је по правилу била мотивисана религијским или идеолошким разлозима. Унутар широког спектра који обухвата разне видове негативног односа према браку (антигамија), упоредо са мизогамијом неретко се јавља и гамофобија (страх од брака).
У српску терминологију, појам је ушао крајем 19. и почетком 20. века.